# Ганне-сюр-Луар
Ганне́-сюр-Луа́р (фр. Gannay-sur-Loire) — коммуна во Франции, находится в регионе Овернь. Департамент коммуны — Алье. Входит в состав кантона Шевань. Округ коммуны — Мулен.
Код INSEE коммуны 03119.

## Население
Население коммуны на 2008 год составляло 416 человек.
| 1962 | 1968 | 1975 | 1982 | 1990 | 1999 | 2008 |
| ---- | ---- | ---- | ---- | ---- | ---- | ---- |
| 648  | 665  | 571  | 501  | 491  | 387  | 416  |

## Экономика
В 2007 году среди 243 человек в трудоспособном возрасте (15-64 лет) 172 были экономически активными, 71 — неактивными (показатель активности — 70,8 %, в 1999 году было 63,2 %). Из 172 активных работали 157 человек (91 мужчина и 66 женщин), безработных было 15 (3 мужчин и 12 женщин). Среди 71 неактивных 20 человек были учениками или студентами, 30 — пенсионерами, 21 была неактивными по другим причинам.

## Достопримечательности
- Холм Метр-Жан, древний курган, на котором стояла часовня Вивье. Исторический памятник с 1995 года.
- Дом Барде
- Замок Боннен
- Дерево Сюлли, посаженное в 1620 году по инициативе Максимильена Сюлли.
- Старые печи для обжига извести